# Coccaglio
Coccaglio est une commune italienne d'environ 8 600 habitants située dans la province de Brescia dans la région Lombardie dans le nord de l'Italie.

## Histoire
La commune de Coccaglio s'est illustrée à la fin de 2009 à la suite de l'opération White christmas menée par les autorités communales en place.

## Culture
Le compositeur Luca Marenzio, l'un des plus importants madrigaliste du XVIe siècle, naît à Coccaglio en 1553.

## Administration
| Période                                  | Période | Identité | Étiquette | Qualité |
| ---------------------------------------- | ------- | -------- | --------- | ------- |
|                                          |         |          |           |         |
| Les données manquantes sont à compléter. |         |          |           |         |

### Communes limitrophes
Castrezzato, Chiari, Cologne (Italie), Erbusco, Rovato